# Tour de France 1975
62. Tour de France odbył się w dniach 26 czerwca do 20 lipca 1975 i prowadził przez 22 etapy o łącznej długości 3999 km. Pięciokrotny zwycięzca Touru, Eddy Merckx był postrzegany na starcie jako faworyt, nie udało mu się jednak odnieść kolejnego sukcesu. Wyścig zaczął się w belgijskim Charleroi, a zakończył na Avenue des Champs-Élysées w Paryżu.
W klasyfikacji generalnej zwyciężył Francuz Bernard Thévenet. W klasyfikacji górskiej najlepszy był Belg Lucien Van Impe, w punktowej jego rodak Rik Van Linden, sprinterskiej kolejny reprezentant Belgii – Marc Demeyer, a w klasyfikacji młodzieżowej wygrał Włoch Francesco Moser. Najaktywniejszym kolarzem został Merckx. W obu klasyfikacjach drużynowych zwyciężyła francuska ekipa Gan–Mercier.
Trzej kolarze: Francuz Régis Delépine, Włoch Felice Gimondi i Hiszpan José Luis Viejo zostali zdyskwalifikowani za doping. Parę lat później Bernard Thévenet przyznał się, że wygrywając Tour de France stosował kortyzon.

## Zmiany w stosunku do poprzednich edycji
W roku 1975 zmieniono klasyfikacje Touru. Zrezygnowano z klasyfikacji kombinowanej, wprowadzono za to koszulkę dla lidera klasyfikacji górskiej. Po raz trzeci zwycięzcą w tej klasyfikacji został Lucien van Impe, który wystartował na nowoczesnej ramie z karbonu i włókna szklanego. Francesco Moser na swoim jedynym starcie w „Wielkiej Pętli” został sklasyfikowany na siódmym miejscu i zdobył nowo wprowadzoną białą koszulkę dla najlepszego młodego zawodnika. Trzykrotny zwycięzca etapowy, Rik van Linden wygrał w klasyfikacji punktowej i zdobył tym samym zieloną koszulkę.
Również od roku 1975 ostatni etap Tour de France zawsze kończy się na Avenue des Champs-Élysées. Walter Godefroot był pierwszym kolarzem, któremu udało się wygrać ten prestiżowy sprint.

## Przebieg wyścigu
Prolog wygrał Włoch, Francesco Moser i utrzymał żółtą koszulkę aż do piątego etapu. Na pierwszej czasówce na 6. etapie, wygrał Merckx i odebrał Włochowi prowadzenie w wyścigu. Belg triumfował również podczas drugiej jazdy indywidualnej na czas, utrzymując tym samym prowadzenie, jednak po wjechaniu w Pireneje stracił kilka sekund do Bernarda Theveneta, Joopa Zoetemelka, Luciena Van Impe i Felice Gimondiego.
Po etapie na Puy de Dôme, wygranym przez Belga Van Impe, Merckx miał wciąż około minuty przewagi nad drugim w klasyfikacji generalnej Bernardem Thevenetem. Na tym odcinku jednak, podczas ostatniego podjazdu, jeden z kibiców uderzył słynnego „Kanibala” w brzuch. Na kolejnym etapie do Pra Loup Merckx zaatakował jako pierwszy i na ostatniej przełęczy tego dnia, Col d’Allos, udało mu się zwiększyć przewagę. Przed końcowym podjazdem do Pra Loup został jednak doścignięty. Kiedy Gimondi zaatakował, Merckx nie dał rady dotrzymać mu tempa, udało się to jednak Thevenetowi, który później jeszcze odskoczył Włochowi. Merckx, który w tym momencie miał chwilę słabości, na ostatnich 6 kilometrach stracił ponad 3 minuty do zwycięzcy dnia – Bernarda Theveneta, który przejął tym samym koszulkę lidera. Na trasie 17. etapu Merckx zderzył się z Duńczykiem Ole Ritterem i w wyniku upadku złamał kość jarzmową, co spowodowało problemu z jedzeniem. Belg zdecydował się jednak kontynuować wyścig. Decyzję o niewycofaniu się nazwał później głupotą, która skróciła jego karierę. Po ataku Francuza na Col d’Izoard i kolejnym zwycięstwie następnego dnia, nic nie było mu już w stanie odebrać zwycięstwa i Merckx musiał zadowolić się drugim miejscem, przed Van Impe.

## Drużyny
W tej edycji TdF wzięło udział 14 drużyn:
- Molteni
- Gan-Mercier
- KAS
- Jolly Ceramica
- Super-Ser
- Peugeot
- Bianchi
- Gitane
- Filotex
- Flandria-Carpenter
- Sporting-Lejeune
- Miko-De Gribaldy
- Frisol-GBC
- Jobo-Sabliere-Wolber

## Etapy
| P  | 26 czerwca | Charleroi                             | ITT 6,25 km   | Francesco Moser       | Francesco Moser  |               |               |
| 1A | 27 czerwca | Charleroi – Molenbeek                 | 94,0 km       | Cees Priem            | Francesco Moser  |               |               |
| 1B | 27 czerwca | Molenbeek – Roubaix                   | 108,5 km      | Rik Van Linden        | Francesco Moser  |               |               |
| 2  | 28 czerwca | Roubaix – Amiens                      | 121,5 km      | Ronald De Witte       | Francesco Moser  |               |               |
| 3  | 29 czerwca | Amiens – Wersal                       | 169,5 km      | Karel Rottiers        | Francesco Moser  |               |               |
| 4  | 30 czerwca | Wersal – Le Mans                      | 223,0 km      | Jacques Esclassan     | Francesco Moser  |               |               |
| 5  | 1 lipca    | Sablé-sur-Sarthe – Merlin-Plage       | 222,5 km      | Theo Smit             | Francesco Moser  |               |               |
| 6  | 2 lipca    | Merlin-Plage                          | ITT 16,0 km   | Eddy Merckx           | Eddy Merckx      |               |               |
| 7  | 3 lipca    | Saint-Gilles-Croix-de-Vie – Angoulême | 235,5 km      | Francesco Moser       | Eddy Merckx      |               |               |
| 8  | 4 lipca    | Angoulême – Bordeaux                  | 134,0 km      | Barry Hoban           | Eddy Merckx      |               |               |
| 9A | 5 lipca    | Langon – Fleurance                    | 131,0 km      | Theo Smit             | Eddy Merckx      |               |               |
| 9B | 5 lipca    | Fleurance – Auch                      | ITT 37,5 km   | Eddy Merckx           | Eddy Merckx      |               |               |
|    | 6 lipca    | Dzień przerwy                         | Dzień przerwy | Dzień przerwy         | Dzień przerwy    | Dzień przerwy | Dzień przerwy |
| 10 | 7 lipca    | Auch – Pau                            | 206,0 km      | Felice Gimondi        | Eddy Merckx      |               |               |
| 11 | 8 lipca    | Pau – Saint-Lary-Soulan               | 160,0 km      | Joop Zoetemelk        | Eddy Merckx      |               |               |
| 12 | 9 lipca    | Tarbes – Albi                         | 242,0 km      | Gerrie Knetemann      | Eddy Merckx      |               |               |
| 13 | 10 lipca   | Albi – Le Lioran                      | 260,0 km      | Michel Pollentier     | Eddy Merckx      |               |               |
| 14 | 11 lipca   | Aurillac – Puy de Dôme                | 173,5 km      | Lucien Van Impe       | Eddy Merckx      |               |               |
|    | 12 lipca   | Dzień przerwy                         | Dzień przerwy | Dzień przerwy         | Dzień przerwy    | Dzień przerwy | Dzień przerwy |
| 15 | 13 lipca   | Nicea – Pra Loup                      | 217,5 km      | Bernard Thévenet      | Bernard Thévenet |               |               |
| 16 | 14 lipca   | Barcelonnette – Serre Chevalier       | 107,0 km      | Bernard Thévenet      | Bernard Thévenet |               |               |
| 17 | 15 lipca   | Valloire – Morzine-Avoriaz            | 225,0 km      | Vicente López Carril  | Bernard Thévenet |               |               |
| 18 | 16 lipca   | Morzine – Châtel                      | ITT 40,0 km   | Lucien Van Impe       | Bernard Thévenet |               |               |
| 19 | 17 lipca   | Thonon-les-Bains – Chalon-sur-Saône   | 229,0 km      | Rik Van Linden        | Bernard Thévenet |               |               |
| 20 | 18 lipca   | Pouilly-en-Auxois – Melun             | 256,0 km      | Giacinto Santambrogio | Bernard Thévenet |               |               |
| 21 | 19 lipca   | Melun – Senlis                        | 220,5 km      | Rik Van Linden        | Bernard Thévenet |               |               |
| 22 | 20 lipca   | Paryż – Paryż                         | 163,4 km      | Walter Godefroot      | Bernard Thévenet |               |               |

## Klasyfikacje końcowe

### Klasyfikacja generalna
| Pozycja | Zawodnik             | Drużyna     | Czas          |
| ------- | -------------------- | ----------- | ------------- |
| 1.      | Bernard Thévenet     | Peugeot     | 114 h 35' 31" |
| 2.      | Eddy Merckx          | Molteni     | +2' 47"       |
| 3.      | Lucien Van Impe      | Gitane      | +5' 01"       |
| 4.      | Joop Zoetemelk       | Gan-Mercier | +6' 42"       |
| 5.      | Vicente López Carril | KAS         | +19' 29"      |
| 6.      | Felice Gimondi       | Bianchi     | +23' 05"      |
| 7.      | Francesco Moser      | Filotex     | +24' 13"      |
| 8.      | Josef Fuchs          | Filotex     | +25' 51"      |
| 9.      | Edouard Janssens     | Molteni     | +32' 01"      |
| 10.     | Pedro Torres         | Super Ser   | +35' 36"      |

### Klasyfikacja punktowa
| Pozycja | Zawodnik         | Drużyna     | Punkty |
| ------- | ---------------- | ----------- | ------ |
| 1.      | Rik Van Linden   | Bianchi     | 342    |
| 2.      | Eddy Merckx      | Molteni     | 240    |
| 3.      | Francesco Moser  | Filotex     | 199    |
| 4.      | Walter Godefroot | Flandria    | 190    |
| 5.      | Barry Hoban      | Gan-Mercier | 183    |

### Klasyfikacja górska
| Pozycja | Zawodnik         | Drużyna     | Punkty |
| ------- | ---------------- | ----------- | ------ |
| 1.      | Lucien Van Impe  | Gitane      | 285    |
| 2.      | Eddy Merckx      | KAS         | 206    |
| 3.      | Bernard Thevenet | Molteni     | 166    |
| 4.      | Joop Zoetemelk   | Peugeot     | 161    |
| 5.      | Felice Gimondi   | Gan-Mercier | 78     |

### Klasyfikacja młodzieżowa
| Pozycja | Zawodnik           | Drużyna     | Czas        |
| ------- | ------------------ | ----------- | ----------- |
| 1.      | Francesco Moser    | Filotex     | 114h 59' 44 |
| 2.      | Hennie Kuiper      | Frisol      | +16' 32"    |
| 3.      | André Romero       | Jobo        | +20' 11"    |
| 4.      | Georges Talbourdet | Gan-Mercier | +20' 36"    |
| 5.      | Fedor den Hertog   | Frisol      | +32' 32"    |

### Klasyfikacja sprinterska
| Pozycja | Zawodnik           | Drużyna     | Punkty |
| ------- | ------------------ | ----------- | ------ |
| 1.      | Marc Demeyer       | Flandria    | 77     |
| 2.      | Barry Hoban        | Gan-Mercier | 47     |
| 3.      | Robert Mintkiewicz | Gitane      | 35     |
| 4.      | Claude Magni       | Jobo        | 12     |
| 5.      | Francis Campaner   | Lejeune     | 10     |

### Klasyfikacja drużynowa punktowa
| Pozycja | Drużyna     | Punkty |
| ------- | ----------- | ------ |
| 1.      | Gan-Mercier | 950    |
| 2.      | Gitane      | 1072   |
| 3.      | Molteni     | 1425   |
| 4.      | Bianchi     | 1538   |
| 5.      | Peugeot     | 1633   |

### Klasyfikacja drużynowa
| Pozycja | Drużyna     | Czas          |
| ------- | ----------- | ------------- |
| 1.      | Gan-Mercier | 345 h 03' 49" |
| 2.      | Molteni     | +8' 28"       |
| 3.      | Filotex     | +11' 17"      |
| 4.      | Gitane      | +20' 08"      |
| 5.      | Peugeot     | +28' 47"      |